# Гусев, Пётр Иванович

Дорофеев А. А., Зайцев М. М., Гусев П. И., Лизичев А. Д., Конрад Науман в Берлинской бригаде 1982

Петр Иванович Гусев (1 августа 1932, село Нижний Уметьгурт, теперь Селтинского района Удмуртской Республики, Россия — 1 октября 2024) — советский военный деятель, генерал-лейтенант, начальник штаба Прикарпатского военного округа. Депутат Верховного Совета УССР 11-го созыва.

## Биография
Родился в семье колхозников-удмуртов. Окончил 7 классов сельской школы. С 1946 года работал в колхозе, с 1949 г. — заместитель председателя колхоза Селтинского района Удмуртской АССР.
С марта 1951 года служил в Советской армии. Начинал военную службу в городе Чебаркуль Челябинской области.
Окончил Тюменское пехотное училище. Служил лейтенантом 76-го полка 36-й стрелковой дивизии Забайкальского военного округа.
Член КПСС с 1957 года.
Командовал взводом, с 1961 года — командир 6-й мотострелковой роты 3-й общевойсковой армии Группы советских войск в Германии в городе Магдебург (Германская Демократическая Республика).
Окончил Военную академию имени Фрунзе.
С 1966 года — командир отдельного пулеметно-артиллерийского батальона 13-го Укрепленного района (деревня Падь Кочевная), командир полка (поселок Шкотово), заместитель командира дивизии (поселок Пограничный) Дальневосточного военного округа.
Окончил Военную академию Генерального штаба Вооружённых Сил СССР имени Ворошилова.
Затем служил командиром 254-й мотострелковой дивизии Южной группы войск в городе Секешфехервар (Венгрия).
В 1976—1979 годах — командир 1-го армейского корпуса Среднеазиатского военного округа в городе Семипалатинске Казахской ССР.
В 1979—1981 годах — командующий 13-й общевойсковой Краснознаменной армией Прикарпатского военного округа в городе Ровно.
В 1981—1983 годах — командующий 20-й гвардейской общевойсковой Краснознамённой армии в Группе советских войск в Германии в городе Эберсвальде (Германская Демократическая Республика).
В марте 1984 — январе 1987 г. — начальник штаба — 1-й заместитель командующего войсками Краснознаменного Прикарпатского военного округа.
С 1987 года — главный военный советник Министра обороны Народной Республики Ангола. Через некоторое время вернулся на службу в Прикарпатский военный округ.
Затем — в отставке. На пенсии в городе Львове.
Жил в г. Ижевск, Удмуртской Республики.
Умер 1 октября 2024 года в возрасте 92 лет.

## Звания
- генерал-майор
- генерал-лейтенант (.10.1979)

## Награды
- орден Красного Знамени
- орден Красной Звезды
- орден «За службу Родине в Вооружённых Силах СССР» III степени.
- ордена
- медали